# Lyra Belacqua
Lyra Belacqua (znana również jako Lyra Złotousta) jest bohaterką powieści Mroczne materie autorstwa Philipa Pullmana. Lyra jest młodą dziewczyną mieszkającą w Kolegium Jordana, sławnym ośrodku naukowym znajdującym się w Oksfordzie w wymiarze równoległym do naszego. Uwikłana zostaje w wojnę pomiędzy aniołami a bóstwem zwanym Autorytetem.
Jest urodzoną kłamczuchą, więc czasem podaje się za inne osoby; była Alice, gdy uciekła od pani Coulter, była Lizzie Brooks, gdy znalazła się w Bolvangarze i była Lisą Randsom, gdy była w świecie Willa.

## Tło i życie
Lyra,  jedenastoletnia na początku trylogii, urodziła się w wyniku romansu Lorda Asriela i Marisy Coulter. Wychowana została w Kolegium Jordana, gdzie naukowcy, profesorowie i służba byli dla niej niczym wielka rodzina; w przeświadczeniu, że jej ojciec, hrabia, i matka, hrabina, zginęli w katastrofie lotniczej, a jej jedynym żyjącym krewnym jest Lord Asriel, jej wuj. W ciągu dalszych wydarzeń dowiaduje się jednak prawdy o swoich narodzinach od Johna Faa przywódcy Cyganów. Lyra żyła w Oksfordzie wraz ze swoim najlepszym przyjacielem Rogerem Parslow. Dni upływały im na zabawie np. wspinaniu się na dachy kolegialnych budynków, wojnach błotnych prowadzonych z innymi dziećmi z kolegium, miasta i młodymi Cyganami. Jej życie zmienia się drastycznie po tym jak Generalna Rada Oblacyjna porywa Rogera, i kilkoro innych dzieci z Oksfordu.
Lyra przedstawiona jest jako niebieskooka dziewczyna o włosach w kolorze ciemnoblond, ze skłonnością do psocenia. Jest chuda i niska jak na swój wiek, który zmienia się od 11 do 13 lat w okresie przedstawionym w powieści. Jest dzieckiem bardzo niesfornym, przez co często doprowadza do rozpaczy ludzi, którzy starają się nią zajmować jak np. gosposie i jej prywatnych nauczycieli z kolegium. Mieszkając w Jordanie z powodu swego zachowania pobiera jedynie podstawowe nauczanie, mimo to jest bystra i sprytna.
Lyra otrzymuje imię Złotousta gdy udaje jej się oszukać Iofura Rankinsona, króla niedźwiedzi pancernych, wmawiając mu, że jest ona dajmonem Iorka Byrnisona, i że jest ona chętna zmienić właściciela i służyć silniejszemu niedźwiedziowi. Iofur, owładnięty manią posiadania własnego dajmona, postępuje według zaleceń Lyry, która namawia go do wyzwania Iorka Byrnisona na sprawiedliwy pojedynek o władzę w szeregach niedźwiedzi pancernych. Iorek Byrnison nazywa dziewczynkę Złotoustą w uznaniu w jaki sposób oszukała Iofura. Lyra przybiera to imię jako swoje nowe nazwisko.

## Pantalaimon
Dajmon Lyry, Pantalaimon, zwanym również przez dziewczynkę zdrobniale Pan, jest jej ukochanym towarzyszem przygód i ucieleśnieniem duszy. Tak jak wszystkie dziecięce dajmony, może on przyjąć postać każdego zwierzęcia, jakiego tylko zapragnie. Pierwotnie pojawia się w postaci ciemnobrązowej ćmy, lecz w trakcie trwania powieści często się zmienia np. w lamparta i w smoka. Jego ulubionymi postaciami są śnieżnobiały gronostaj, ćma, żbik i mysz. Jego imię pochodzi od świętego kościoła prawosławnego, św. Panteleimona, i po grecku znaczy "wszystko wybaczający". Gdy Lyra trafia do świata umarłych zostaje oddzielona od Pantalaimona, co wywołuje ogromne cierpienie obojga; po tym wydarzeniu dajmon dziewczynki unika jej przez pewien czas. Przeżycie tego rozdzielenia umożliwia im jednak oddalanie się od siebie na bardzo duże odległości, co normalnie nie byłoby możliwe. Wtedy też Pantalaimon przybiera swą ostateczną postać, kuny.

## Przeznaczenie Lyry
W pierwszej części trylogii, Zorzy północnej (znanej również pod tytułem Złoty kompas), Serafina Pekkala przepowiada pojawienie się dziewczynki "której przeznaczeniem jest doprowadzić do końca przeznaczenia", kosztem wielkiej zdrady. Wiedźma mówi także o tym, że testem dla dziewczynki ma być wybranie odpowiedniej gałązki, służącej wiedźmom do latania, z wielu innych; przy pomocy Aletheiometru, Lyrze się to udaje. Okazuje się, że przeznaczeniem Lyry jest stać się drugą Ewą i ulec pokusom węża, reprezentowanego przez Mary Malone, co jest ukazane przez zakochanie się Lyry w drugim głównym bohaterze Willu Parry. Jej uczucie do Willa zaczyna się, gdy prof. Malone opowiada jej historię o marcepanie. Proces niszczenia Pyłu zostaje zatrzymany, a wszechświat zaczyna znów działać w harmonii. W celu zachowania tego stanu i uchronieniu ludzi od Spektr, Will i Lyra muszą zamknąć wszelkie okna między wymiarowe. Z powodu tego, że dzieci nie mogłyby żyć w światach innych niż te w których się urodziły, muszą one rozdzielić się na zawsze. Na koniec przyrzekają sobie, że każdego roku w dniu letniego przesilenia w południe, będą siadać w tym samym miejscu w ogrodzie botanicznym, na tej samej ławce, co pozwoli im chociaż przez chwilę poczuć złudzenie bliskości.
Dziewczynka wypełnia także przepowiednie o zaprowadzeniu końca śmierci, gdy wraz z Willem otwierają drogę prowadzącą ze świata umarłych na powierzchnię.
Istnieją dwa prawdopodobne miejsca "wielkiej zdrady", która miała być udziałem Lyry - zamordowanie Rogera przez Lorda Asriela na Svalbardzie, na końcu pierwszej książki, w rozdziale zatytułowanym "Zdrada", lub w Bursztynowej lunecie gdy Lyra pozostawia Pantalaimona na brzegu, odpływając w kierunku świata umarłych. 

## Ekranizacja
W filmie Złoty kompas będącym ekranizacją pierwszej części trylogii Lyrę zagrała Dakota Blue Richards.